# Сеньи (Лацио)
Сеньи (итал. Segni) — коммуна в Италии, располагается в регионе Лацио, подчиняется административному центру Рим.
Население составляет 9129 человек (на 2004 г.), плотность населения составляет 144 чел./км². Занимает площадь 61 км². Почтовый индекс — 037. Телефонный код — 06.
Покровителем населённого пункта считается Святой Бруно. Праздник ежегодно празднуется 18 июля.